# Guarea
Guarea es un género de árboles siempreverdes de la familia de las caoba Meliaceae. Comprende 313 especies descritas y de estas, solo 71 aceptadas.

## Distribución
Es nativa de  África tropical, centro y Sudamérica.  

## Descripción
Son grandes árboles de 20 a 45 m de altura, con  tronco de más de 1 m de diámetro, con contrafuertes en la base. Las hojas son pinnadas,  con 4 a 6 pares de foliolos, con un foliolo final.  Las flores se dan en inflorescencias sueltas,  cada flor, pequeña, con 4 a 5 pétalos amarillentos.  El fruto es una  cápsula terta a pentavalvada, con muchas semillas, cada una rodeada de un arilo rosa amarillento;  las semillas las dispersan Bucerotidae y monos que comen los carnosos ariles.

### Usos
La madera es importante; las spp. africanas se conocen como Bossé, Guarea, o Caoba,  y las  spp. sudamericanas como Cramantee o American Muskwood.

## Taxonomía
El género fue descrito por F.Allam. ex L. y publicado en Mantissa Plantarum 2: 150. 1771. La especie tipo es: Guarea trichilioides L. 

## Especiesseleccionadas
| - Guarea carapoides - Guarea cartaguenya - Guarea casimiriana - Guarea cedrata - Guarea chichon - Guarea costata - Guarea davisii - Guarea excelsa | - Guarea gardneri - Guarea glabra - Guarea grandifolia - Guarea guedesii - Guarea guidonia - Guarea kunthiana - Guarea laurentii - Guarea leonensis | - Guarea macrophylla - Guarea pohlii - Guarea pubescens - Guarea purusana - Guarea silvatica - Guarea thompsonii - Guarea trichilioides |